# Atopsyche tincuracu
Atopsyche tincuracu är en nattsländeart som beskrevs av Schmid 1989. Atopsyche tincuracu ingår i släktet Atopsyche och familjen Hydrobiosidae. Inga underarter finns listade i Catalogue of Life.